# 漫路乡
漫路乡，是中华人民共和国甘肃省临夏回族自治州临夏县下辖的一个乡镇级行政单位。

## 行政区划
漫路乡下辖以下地区：
漫路村、小沟门村、张家湾村、周家岭村、单岭村、麻莲村、高家沟村、龙虎湾村、小岭村、唐家外村、红泥泉村和牟家河村。